# 메죄투르구

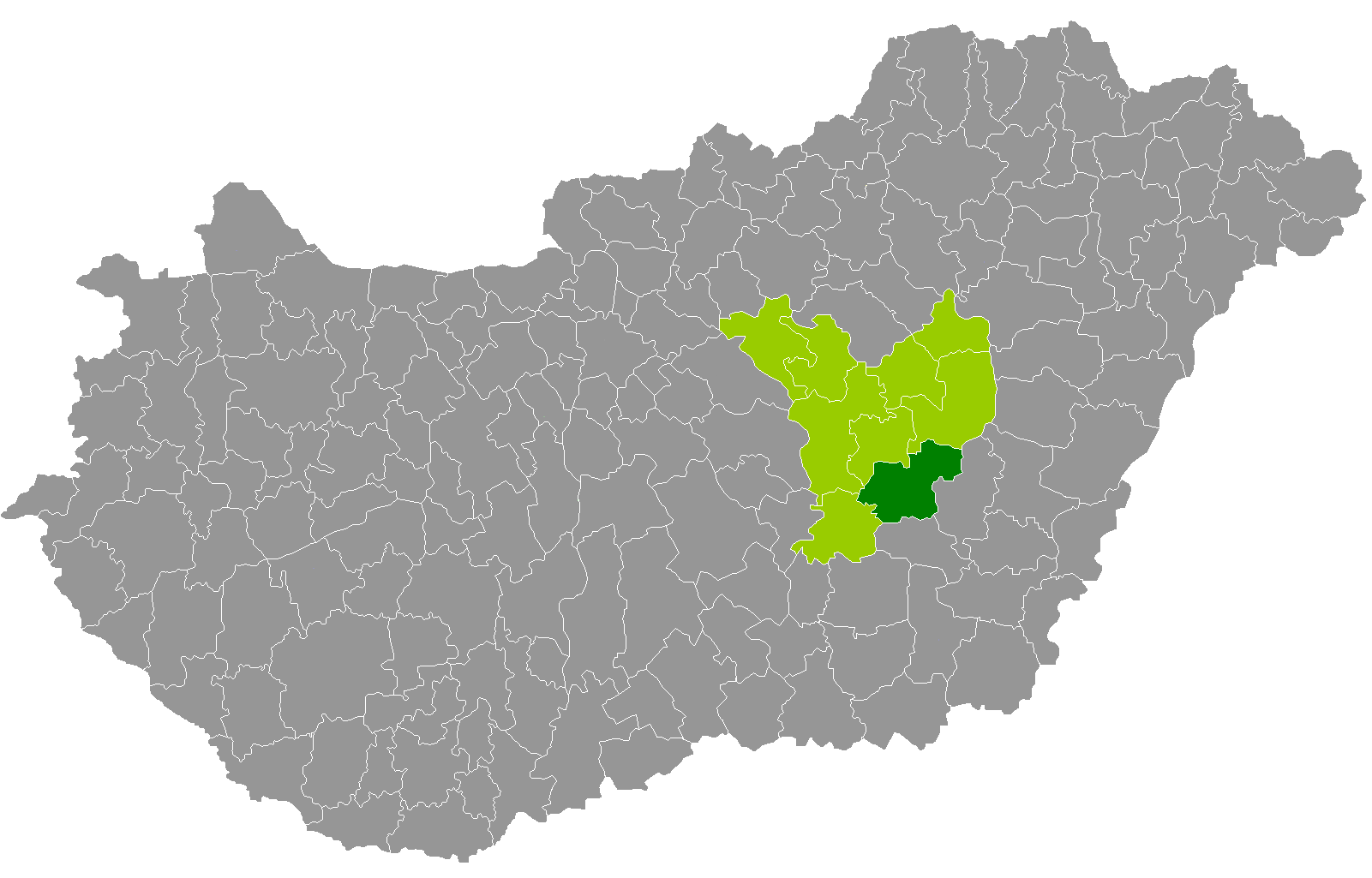
야스너지쿤솔노크주 지도에 표시된 메죄투르구의 위치

메죄투르구(헝가리어: Mezőtúri járás)는 헝가리 야스너지쿤솔노크주에 위치한 구로 구청 소재지는 메죄투르이며 면적은 725.74km2, 인구는 28,191명(2011년 기준), 인구 밀도는 39명/km2이다.
북쪽으로는 퇴뢱센트미클로시구, 커르처그구, 동쪽으로는 베케시주 조머엔드뢰드구, 남쪽으로는 쿤센트마르톤구, 베케시주 서르버시구, 서쪽으로는 솔노크구와 접한다. 5개 지방 자치체(2개 시, 3개 마을)를 관할한다.

구 문장